# Triphosa punctigera
Triphosa punctigera är en fjärilsart som beskrevs av Embrik Strand 1903. Triphosa punctigera ingår i släktet Triphosa och familjen mätare. Inga underarter finns listade i Catalogue of Life.